# Rita Renoir
Rita Renoir (Párizs, 1938. január 19. – Párizs, 2016. május 4.) francia színésznő és sztriptíztáncosnő. 
Olyan sikerfilmekben szerepelt, mint a Fantomas a Scotland Yard ellen és a Vörös sivatag.
A Crazy Horse kabaréban lépett fel, ő volt az 50-es és 60-as évek legismertebb európai sztriptíztáncosnője.

## Filmjei

### Színészként
- 1953: Les Compagnes de la nuit
- 1958: Le Sicilien
- 1962: Commandant X (TV)
- 1963: Mondo di notte n. 3
- 1963: Dragées au poivre
- 1964: Ni figue ni raisin (TV)
- 1964: Vörös sivatag
- 1966: Chappaqua
- 1967: Fantomas a Scotland Yard ellen
- 1970: Cannabis
- 1975: Le Futur aux trousses
- 1981: Sois belle et tais-toi
- 1982: The Angel
- 1984: Lire c'est vivre: Élie Faure, Vélasquez et les Ménines (TV)

## Színházi szerepei
- 1965: Du vent dans les branches de sassafras, René de Obaldia, rend. René Dupuy. Miriam, "Petite-Coup-Sûr", prostitúta[8]
- 1967: Le Désir attrapé par la queue, Pablo Picasso, Festival de la Libre expression, Saint-Tropez (Bernadette Lafonttal)
- 1973: Et moi qui dirai tout and Le Diable, Théâtre de Plaisance